# Pierre Mendès France
Pierre Mendès France (Parigi, 11 gennaio 1907 – Parigi, 18 ottobre 1982) è stato un politico francese.
È stato presidente del Consiglio della Francia dal 19 giugno 1954 al 23 febbraio 1955.

## Biografia

### Le origini
Nasce da un'antica famiglia ebraica sefardita di origine portoghese, dal nome di "Mendes de França".
Si segnala già nel 1928, quando, terminati gli studi di giurisprudenza e dopo essere passato per la libera scuola di scienze politiche, a soli 21 anni diventa il più giovane avvocato di Francia. Particolarmente interessato alle questioni economico-finanziarie, sostiene nel marzo 1928 una tesi sulla politica di risanamento del franco francese condotta da Raymond Poincaré, della quale evidenzia tuttavia le pesanti conseguenze economiche e sociali.

### Le prime esperienze politiche
La militanza politica di Pierre Mendès France inizia già all'epoca degli studi: egli diventa uno dei dirigenti della Lega d'Azione Universitaria Repubblicana e Socialista, un movimento studentesco che si oppone all'estrema destra, molto attivo a Parigi nel Quartiere latino alla fine degli anni 20.
Pierre Mendès France è allora una delle speranze del Partito Repubblicano, Radicale e Radical-Socialista, al quale è iscritto dall'età di 16 anni. Egli fa parte insieme a Jacques Kayser, Gaston Bergery, Pierre Cot, Jean Zay e Bertrand de Jouvenel, dei cosiddetti Giovani Turchi, che pretendono un rinnovamento della dottrina del movimento e un suo stretto legame con la sinistra, contestando così l'orientamento della direzione del partito incarnata dalla figura storica di Édouard Herriot.
Nel 1928 è iniziato in Massoneria nella Loggia "Union et Progrès" di Pacy-sur-Eure, ne uscirà nel 1945.
Deputato del dipartimento dell'Eure dal 1932 e sindaco di Louviers dal 1935, Mendès France assume la presidenza della commissione per le dogane della Camera dei deputati, prima di essere nominato segretario di Stato al Tesoro nell'effimero secondo governo di Léon Blum dal 13 marzo all'8 aprile 1938. Elabora con il direttore del gabinetto di Blum, Georges Boris, un audace progetto di riforma economica che punta al rilancio degli investimenti militari e per la prima volta fa riferimento agli insegnamenti di John Maynard Keynes. Molto contestato, questo progetto sarà respinto dal Senato, causando la caduta del governo.

### La seconda guerra mondiale
Al momento della dichiarazione di guerra Mendès France è deputato. Arruolato come ufficiale nell'aviazione, contrario all'ipotesi di un armistizio è uno di quelli che vorrebbero continuare la guerra nell'Africa settentrionale, e infatti anziché raggiungere Vichy per partecipare al Congresso che il 10 luglio 1940 segnerà la fine della Terza Repubblica agonizzante, nel giugno 1940 insieme ad altri ventisette deputati raggiunge l'Algeria a bordo del piroscafo Massilia. Ma si tratta di un tranello, giacché allo sbarco è arrestato per ordine del generale Noguès. Ricondotto in Francia, è processato e condannato a Clermont-Ferrand per diserzione da un tribunale militare al servizio del regime di Vichy. La scandalosa condanna suonerà per Mendès, che più di ogni altro voleva imbracciare le armi e combattere per il proprio Paese, come uno schiaffo bruciante.
Riesce però ad evadere nel 1941 e raggiunge a Londra le Forces aériennes françaises libres. Continua a battersi come capitano pilota osservatore. Guiderà un'incursione sulla periferia parigina nell'ottobre del 1943. Il generale De Gaulle lo nomina nel 1943 commissario alle Finanze nel Comitato francese di liberazione nazionale di Algeri. Rappresenta la Francia alla conferenza di Bretton Woods, prima di essere nominato ministro dell'Economia nazionale del Governo provvisorio della Repubblica francese a partire dal 4 settembre 1944.
In contrasto con il ministro delle Finanze René Pleven sull'orientamento da dare alla politica economica, Mendès France si dimette il 6 aprile 1945, anche per il mancato sostegno del generale De Gaulle alle misure di rigore e risanamento finanziario che secondo lui la situazione economica del Paese richiede.
Mendès France viene comunque nominato alla fine del conflitto membro del Consiglio di amministrazione della Banca mondiale e del fondo monetario. Rappresenterà in seguito la Francia anche nel Comitato economico e sociale delle Nazioni Unite.

### La Quarta Repubblica e il governo Mendès France
A partire dall'ottobre 1950, dopo la sconfitta di Cao Bằng, Mendès France combatte fortemente all'Assemblea nazionale l'impegno militare francese nella guerra di Indocina e diviene uno dei principali oppositori del conflitto.
Nel 1953 il giornalista e scrittore Jean-Jacques Servan-Schreiber fonda insieme a Françoise Giroud L'Express, che fino al 1965 sarà il portavoce e principale sostenitore della linea di Mendès. Risale a quel periodo l'inizio della relazione di Pierre Mendès France (che non si è ancora separato dalla moglie) con Marie-Claire Servan-Schreiber, cugina di Jean-Jacques. Si sposeranno nel 1968.
Dopo un primo tentativo infruttuoso di formare un proprio governo nel 1953, Mendès France è finalmente nominato dal capo dello Stato René Coty presidente del consiglio il 18 giugno 1954, ossia soltanto qualche settimana dopo la disfatta francese di Diên Biên Phu. Riceve l'incarico preciso di concludere la pace in Indocina. Otterrà una maggioranza parlamentare estesa anche ai comunisti, ma il governo Mendès France rimarrà in carica soltanto sette mesi e mezzo. Entrerà comunque nella storia come uno dei momenti forti della Quarta Repubblica francese.
All'eccezione di Edgar Faure, ministro delle Finanze, il governo non è composto da notabili, ma è, piuttosto, costituito da un gruppo di personaggi abbastanza nuovi, sia socialisti (Alain Savary o Gaston Defferre) sia del Movimento Repubblicano Popolare (MRP), sia radicali, ma pure qualche gollista come Jacques Chaban-Delmas. Ministro degli Interni è François Mitterrand.
Nel suo discorso di investitura Mendès France si impegna a raggiungere un successo nelle trattative di pace entro trenta giorni, e assume personalmente la guida del ministero degli Esteri. Il 20 luglio 1954 si giunge agli accordi di Ginevra che pongono fine al conflitto e sanciscono la divisione del Vietnam in due Stati, con il confine posto all'altezza del 17º parallelo. Risolta la crisi indocinese, Mendès France avvia delle trattative per giungere all'indipendenza della Tunisia.
Sul piano istituzionale Mendès France persegue una razionalizzazione del regime parlamentare della Quarta Repubblica, con un tentativo di riequilibrio ottenuto rafforzando l'esecutivo. Rifiuta il principio della doppia investitura, secondo il quale il presidente del Consiglio incaricato si presentava due volte davanti all'Assemblée nationale, dapprima solo e poi con l'intero governo, denunciando i mercanteggiamenti che tali sistema favoriva.
Il governo Mendès France, occupato principalmente a gestire i problemi internazionali, non ha tempo di avviare sul piano socioeconomico grandi riforme. Va ricordata comunque la lotta contro l'alcolismo, che si traduce nell'autunno 1954 in una serie di misure fiscali.
Il 30 agosto 1954, malgrado l'ostilità della maggior parte dei deputati, mette ai voti, ma in cuor suo senza sostenerlo, il progetto della Comunità Europea di Difesa (CED). Il piano è respinto, e questo scacco apre la via al riarmo tedesco nell'ambito della NATO e sul piano interno fa venir meno il sostegno del MRP, privando il suo gabinetto di una solida base parlamentare. Infatti, poco tempo dopo, il 5 febbraio 1955 il governo cade sulla questione dell'applicazione dello Statuto dell'Algeria.
Mendès France sarà nuovamente ministro, con il ruolo di ministro di Stato (ossia vicepresidente del consiglio) nel governo guidato da Guy Mollet, ma darà rapidamente le dimissioni per disaccordi con la politica algerina.

### La Quinta Repubblica
Mendès France si oppone decisamente al progetto di Costituzione elaborato dal governo De Gaulle nominato nel maggio 1958, e conduce la campagna per il no al referendum del successivo 28 settembre, che si chiuderà con l'approvazione della nuova carta fondamentale e la sua rapida promulgazione.
Sconfitto alle legislative del novembre 1958, abbandona – come tutti i leader della sinistra della Quarta Repubblica che si oppongono al regime di De Gaulle – tutte le cariche in Francia e all'estero. Fonda il Centre d'Action Démocratique (CAD), che in seguito confluisce nel 1959 nel Partito Socialista Autonomo, (Parti Socialiste Autonome, PSA), il quale a sua volta nel 1960 si unirà insieme ad altre formazioni della sinistra nel Partito Socialista Unificato (Parti Socialiste Unifié, PSU).
Mendès France sostiene la candidatura di François Mitterrand alle elezioni presidenziali del 1965, ed è eletto deputato di Grenoble nel 1967.
In occasione degli eventi del maggio 1968, Mendès France appare come una possibile ancora di salvezza in caso di crollo della Quinta Repubblica. È presente alla manifestazione allo stadio Charléty, il 27 maggio 1968, ma decide di non prendere la parola, attirandosi forti polemiche. Nei giorni in cui il Paese è nel caos e praticamente senza una guida (De Gaulle è partito in elicottero per Baden-Baden lasciando praticamente solo il primo ministro Georges Pompidou), Mendès tenta di formare un governo composto da comunisti, socialisti e radicali e con la partecipazione di un rappresentante del movimento studentesco. Il rientro di De Gaulle, seguito da un'imponente manifestazione gollista, faranno naufragare l'operazione.
Alle elezioni legislative del 1968 Mendès perde il proprio seggio di deputato, e in seguito lascia il PSU, partito con il quale non è più in sintonia. Alle presidenziali dell'anno successivo, il candidato socialista Gaston Defferre preannuncia che, in caso di vittoria, avrebbe affidato a Mendès la carica di primo ministro. Ma si tratta di due personalità diametralmente opposte, e l'accoppiata mette visibilmente a disagio Mendès come i suoi stessi sostenitori. Gli effetti sono controproducenti, anche perché l'elettorato socialista moderato finisce per abbandonare al suo destino Defferre, che infatti ottiene solo 1.133.222 voti, ossia il 5%.
Dal 1972 si ritira – ormai malato – dalla vita politica e dedica gli ultimi anni esclusivamente a tentare di raggiungere un accordo di pace nel Vicino Oriente.
Il 21 maggio 1981, nonostante le cattive condizioni di salute, sostenuto da Marie-Claire è nel salone delle Feste dell'Eliseo ad assistere all'insediamento di François Mitterrand alla presidenza della Repubblica. Nell'abbracciarlo, il neopresidente pronuncia ad alta voce la frase: «Senza di Lei, tutto questo non sarebbe stato possibile» (Jacques Attali, Verbatim I vol. primo, 1993). A quel punto, Mendès non riesce a trattenere le lacrime (anche se secondo Michel Rocard, Si la gauche savait, 2005, si tratterebbe di un pianto di rabbia, visto che l'ex presidente del consiglio è perfettamente consapevole degli effetti devastanti sull'economia del "programma comune" che sarà attuato fino al 1983).
Mendès fa in tempo ad assistere al primo anno della presidenza Mitterrand. Per lui, sarà soprattutto fonte di amarezze. In realtà, l'intransigenza di Mendès ha sempre messo a disagio il più disinvolto Mitterrand. Degli uomini legati all'ex presidente del consiglio, se Michel Rocard, Claude Cheysson e Charles Hernu, avranno incarichi ministeriali di primo piano, altri, come Georges Kiejman, Simon Nora, Jean-Jacques Servan-Schreiber, dovranno accontentarsi di ruoli minori.